# 9 de agosto
El 9 de agosto es el 221.er (ducentésimo vigésimo primer) día del año en el calendario gregoriano y el 222.º (ducentésimo vigésimo segundo) en los años bisiestos. Quedan 144 días para finalizar el año.

## Acontecimientos
- 48 a. C.: en Tesalia (Grecia), en el transcurso de la segunda guerra civil de la República romana, el ejército de Julio César vence al de Pompeyo en la batalla de Farsalia.
- 70: la revuelta judía contra los romanos provoca que el general Tito, posterior emperador, saquee la ciudad. El segundo templo fue completamente destruido por el fuego.
- 378: tiene lugar la batalla de Adrianópolis (actual Edirne en Turquía) entre los visigodos y el ejército romano, liderado por el emperador Valente, quien muere en la contienda.
- 865: cerca de Miranda de Ebro (España) se libra la batalla de la Morcuera, en la que Mohamed I de Córdoba vence a Rodrigo de Castilla.
- 1173: en Italia se inicia la construcción de la Torre de Pisa.
- 1483: apertura de la Capilla Sixtina en Roma.
- 1540: en el Valle del Cauca (Colombia), el español Jorge Robledo (1500-1546) funda la aldea de Cartago.
- 1757: el general francés Louis-Joseph de Montcalm consigue la victoria en el asedio a la fortaleza británica de Fuerte William Henry (batalla de Fort William Henry).
- 1772: en Salzburgo (Austria), Wolfgang Amadeus Mozart es nombrado Domkonzertmeister (Maestro de concierto de la catedral) por el Príncipe-arzobispo de Salzburgo, Hieronymus von Colloredo.
- 1810: Napoleón Bonaparte anexiona Westfalia a Francia.
- 1862: en Estados Unidos, en el marco de la Guerra de Secesión estadounidense, se libra la batalla de Cedar Mountain.
- 1884: en la provincia de San Juan (Argentina) se crea el departamento Pocito.
- 1884: San José (Costa Rica) se convierte la primera ciudad de América Latina en poseer iluminación eléctrica.
- 1892: Thomas Edison recibe la patente del telégrafo de dos vías.
- 1902: en Reino Unido coronan al rey Eduardo VII.
- 1930: Betty Boop hace su debut en el corto Dizzy Dishes.
- 1934: el 9 de agosto Hergé comienza a publicar por entregas en Le Petit Vingtième la historieta que luego será conocida como El Loto Azul.
- 1936: Juegos Olímpicos de Berlín: Jesse Owens gana la cuarta medalla de oro y se convierte en el primer estadounidense que gana cuatro oros en unos Juegos Olímpicos.
- 1939: formación del Segundo Gobierno franquista de España (1939-1941).
- 1942: el líder indio Mahatma Gandhi es arrestado en Bombay por el ejército británico, lanzando el movimiento Quit.
- 1945: en Nagasaki (Japón), Estados Unidos realiza la segunda detonación de una bomba atómica Fat Man contra civiles en la Historia.
- 1947: Primer vuelo de ensayo del avión caza I.Ae. 27 Pulqui I (flecha en idioma mapuche), primer jet construido en el Instituto Aerotécnico. Argentina se convierte en la octava nación del mundo en desarrollar y construir un prototipo de estas características. Piloto: capitán Edmundo Osvaldo Weiss.[1]
- 1952: la ciudad de La Plata en Argentina pasa a llamarse Ciudad Eva Perón, tras un decreto del poder ejecutivo para homenajear a Evita tras su muerte.[2]
- 1956: Creación de la 2.ª Escuadrilla Aeronaval de Caza y Ataque, una unidad aérea de ataque de la Armada Argentina, que opera aviones cazabombarderos Super Étendard desde 1981. Por su destacada participación en la Guerra de Malvinas, fue condecorada por la Nación Argentina con la Medalla al Valor en Combate.[3]
- 1957: en el Área U12c.02 del Sitio de pruebas atómicas de Nevada, a las 16:59 (hora local), Estados Unidos detona su bomba atómica Saturn, de 0,00005 kt. Es la bomba n.º 102 de las 1132 que Estados Unidos detonó entre 1945 y 1992.
- 1965: Singapur se independiza de Malasia.
- 1968: Llegada de los primeros Fokker F-27 a la Argentina. Arriba a la I Brigada Aérea de El Palomar, el primer Fokker F-27 (T-80). Una semana después, lo hace un segundo ejemplar (T-79). Ambos aparatos son rematriculados T-42 y T-41, respectivamente.[4]
- 1969: en la mansión de 10050 Cielo Drive en Los Ángeles (California), miembros de la secta La Familia (Charles Manson) asesinan a cinco personas, entre ellas la famosa actriz Sharon Tate.
- 1972: En la Final de la Primera División de México disputada en el Estadio Azteca, Cruz Azul derrota 4-1 al Club América convirtiéndose en Campeón del Fútbol Mexicano, dando origen al Clásico Joven
- 1974: en Estados Unidos, el presidente republicano Richard Nixon dimite a causa de los escándalos de corrupción, abuso de poder y espionaje a los demócratas conocido como Watergate. Le sucede en la presidencia el vicepresidente republicano Gerald Ford.
- 1985: el colombiano Miguel Lora se corona campeón mundial de boxeo. oriundo de Montería. Ganó el título gallo del Consejo Mundial de Boxeo.
- 1986: en Knebworth Park, Inglaterra, ante más de 120.000 espectadores, la banda británica de rock Queen realiza su último concierto con sus integrantes originales, antes de la muerte del vocalista Freddie Mercury en 1991.
- 1987: Crisis de la corbeta Caldas: Crisis diplomática entre Venezuela y Colombia por el ingreso de una corbeta de la Armada de la República de Colombia en aguas no delimitadas del Golfo de Venezuela
- 1992: ceremonia de clausura de los Juegos Olímpicos de Barcelona 1992.
- 1995: en el volcán Chichontepec (El Salvador), a las 20:14, se estrella el vuelo de Aviateca 901; se considera el peor accidente aéreo de la historia de ese país.
- 1998: en Puerto Rico, el caballo de pura sangre, Vuelve Candy B., murió a causa de un accidente que sufrió en su establo en el Hipódromo Camarero, fue sometido a eutanasia. Vuelve Candy B. es el único caballo en la historia de Puerto Rico en ganar más de un millón de dólares.
- 2001: en el restaurante Sbarro (en Jerusalén) mueren 15 personas tras la explosión de una bomba.
- 2002: en el Distrito de Cacadu (Sudáfrica) se entierran los restos repatriados de Sara Baartman (río Gamtoos, 1789-París, 1815), esclava de la etnia khoikhoi (peyorativamente «hotentote») exhibida en circos británicos y franceses.
- 2006: es publicado el álbum Back To Basics de Christina Aguilera.
- 2008: Las tropas rusas inician la Batalla del valle Kodori, donde ocupan Georgia desde 2006 y reclamado por la república separatista de Abjasia.
- 2009: el Chelsea Football Club gana su cuarta FA Community Shield al derrotar al Manchester United 4-1 en la tanda de penales.
- 2020: Estados Unidos sobrepasa los 5 000 000 de afectados por el COVID-19.[5]
- 2020: En Puerto Rico, por primera vez en la historia política de ese país, se suspende un evento electoral (primarias PPD/PNP 2020) porque las papeletas no llegaron a la totalidad de los colegios electorales. Se reanudaron el 16 de agosto de 2020.
- 2023: En Quito (Ecuador) el candidato presidencial Fernando Villavicencio es asesinado al salir de un mitin político.

## Nacimientos
- 232: Probo, emperador romano entre 276 y 282 (f. 282).
- 1484: Luisa de Medrano, latinista española (f. 1527).
- 1593: Izaac Walton, escritor británico (f. 1683).
- 1603: Johannes Cocceius, teólogo alemán (f. 1669).
- 1631: John Dryden, dramaturgo y poeta británico (f. 1700).
- 1648: Johann Michael Bach, organista y compositor alemán (f. 1694).
- 1663: Fernando de Médici, duque toscano (f. 1713).
- 1669: Eudoxia Lopujiná, emperatriz rusa (f. 1731).
- 1688: Jacobo Balde, poeta alemán (n. 1604).
- 1696: José Venceslao, príncipe de Liechtenstein (f. 1772).
- 1718: Lőrinc Orczy, poeta húngaro (f. 1789).
- 1722: Augusto Guillermo de Prusia, príncipe prusiano (f. 1758).
- 1726: Francesco Cetti, científico jesuita italiano (f. 1778).
- 1736: Luis José de Borbón-Condé, general francés (f. 1818).
- 1754: Pierre Charles L'Enfant, arquitecto franco-estadounidense (f. 1825).
- 1757: Thomas Telford, cantero, ingeniero civil y arquitecto escocés (f. 1834).
- 1757: Elizabeth Schuyler Hamilton, esposa de Alexander Hamilton (f. 1854)
- 1760: Saturnino Sarassa, militar argentino (f. 1833).
- 1762: Mary Randolph, gastrónoma estadounidense (f. 1828).
- 1776: Amedeo Avogadro, físico y químico italiano (f. 1856).
- 1783: Alejandra Pávlovna Románova, aristócrata rusa (f. 1801).
- 1789: Nicolas Bochsa, compositor francés (f. 1856).
- 1790: Federico Rauch, militar alemán (f. 1829).
- 1794: Achille Valenciennes, zoólogo francés (f. 1865).
- 1799: José Justo Gómez de la Cortina, escritor, diplomático y aristócrata mexicano (f. 1860).
- 1809: William Barret Travis, abogado y militar estadounidense (f. 1836).
- 1817: Justo Arosemena, político panameño, creador del Estado Federal de Panamá (f. 1856).
- 1818: Pedro Igarzábal, político argentino (f. 1872).
- 1819: William Morton, odontólogo estadounidense (f. 1868).
- 1820: François Roffiaen, pintor belga (f. 1898).
- 1821: José Justo Álvarez Valenzuela, militar mexicano (f. 1897).
- 1822: Jorge Loring y Oyarzábal, político español (f. 1900).
- 1834: Manuel Pardo y Lavalle, político y presidente peruano (f. 1878).
- 1839: Carlos Teodoro, duque bávaro (f. 1909).
- 1839: Gaston Paris, filólogo y lingüista francés (f. 1903).
- 1845: André Bessette, pastor y santo canadiense (f. 1937).
- 1847: María Victoria dal Pozzo, aristócrata italiana, esposa del rey Amadeo de España (f. 1876).
- 1851: José Francisco Godoy, escritor mexicano (f. 1951).
- 1853: Michael Schwab, dirigente obrero estadounidense (f. 1898).
- 1855: Jean Lorrain, escritor francés (f. 1906).
- 1858: Agustina Andrade, escritora argentina (f. 1891).
- 1861: Dorothea Klumpke Roberts, astrónoma estadounidense (f. 1942)
- 1863: Conde de Romanones, presidente español (f. 1950).
- 1864: Roman Dmowski, político polaco (f. 1939).
- 1868: Kazushige Ugaki, general japonés (f. 1956).
- 1869: Manuel Medina Olmos, sacerdote español (f. 1936).

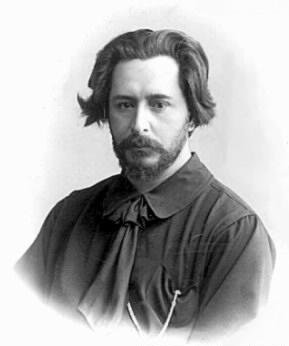
Leonid Andréiev.

- 1871: Leonid Andréiev, escritor ruso (f. 1919).
- 1871: Elías David Curiel, escritor venezolano (f. 1924).
- 1872: Angelo Rotta, sacerdote italiano (f. 1965).
- 1874: Reynaldo Hahn, director de orquesta y compositor venezolano (f. 1947).
- 1875: Albert William Ketèlbey, compositor, director de orquesta y pianista británico (f. 1959).
- 1878: Paul Renner, tipógrafo, diseñador gráfico alemán (f. 1956).
  - Joseph Bushnell Ames, novelista estadounidense (f.1928).
- 1880: Ramón Pérez de Ayala, escritor español (f. 1962).
- 1882: Reinhold Conrad Muschler, botánico alemán (f. 1957).
- 1883: Heinrich Blasius, ingeniero alemán (f. 1970).
- 1884: Diego San José de la Torre, escritor e historiador español (f. 1962).
- 1887: Hans Oster, general alemán (f. 1945).
- 1888: Federico Díaz Dulanto, marino y político peruano (f. 1954).
- 1892: Ranganathan, matemático y bibliotecario indio (f. 1972).
- 1894: Francisco Monterde, escritor mexicano (f. 1985).
- 1896: Erich Hückel, químico y físico alemán (f. 1980).

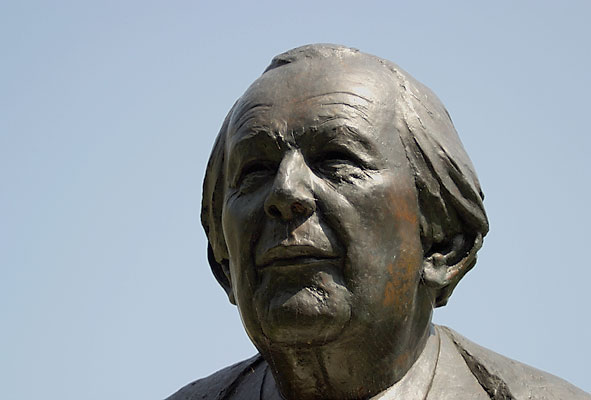
Jean Piaget.

- 1896: Jean Piaget, psicólogo infantil francés (f. 1980).
- 1897: Marta Brunet, escritora chilena (f. 1967).
- 1897: Luis Alberto Despontín, jurista argentino (f. 1972).
- 1899: Pamela Lyndon Travers, escritora y periodista australiana (f. 1996).
- 1900: Humberto Cozzo, escultor brasileño (f. 1981).

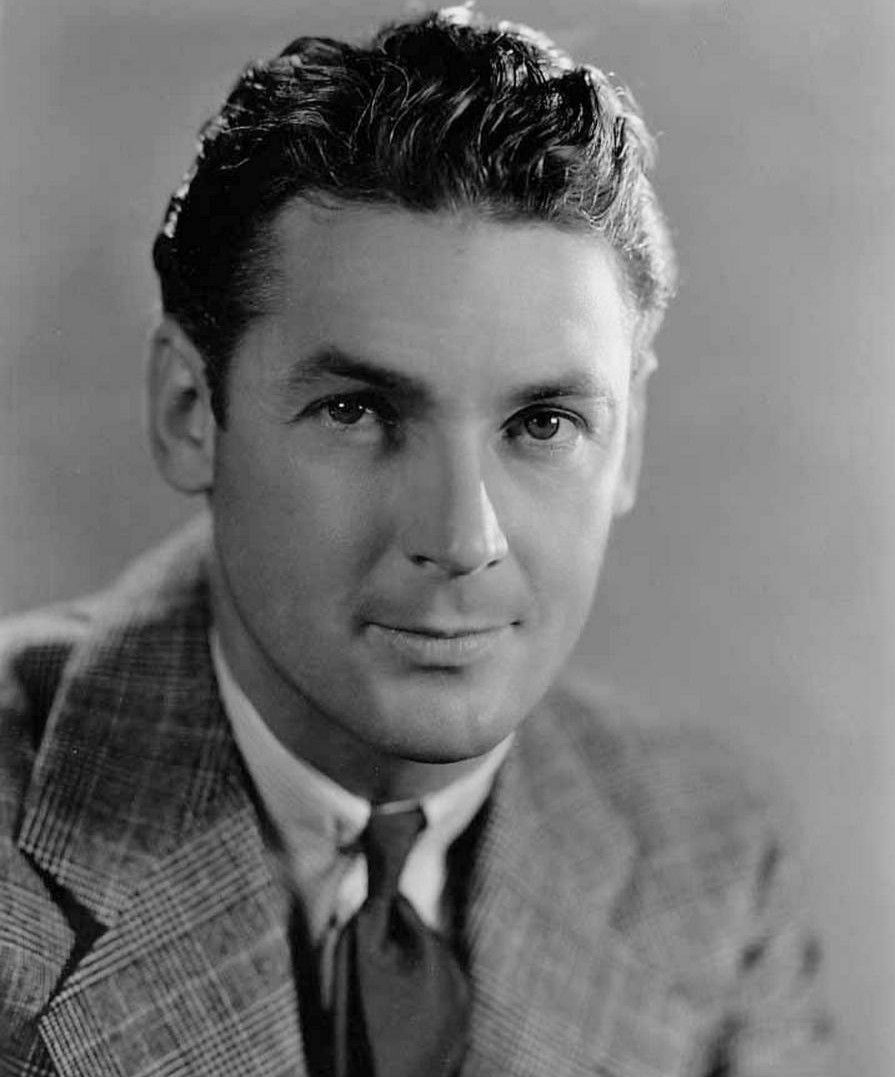
Charles Farrell.

- 1901: Charles Farrell, actor estadounidense (f. 1990).
- 1902: Zino Francescatti, violinista francés (f. 1991).
- 1903: Santiago Aznar, político español (f. 1979).
- 1903: Tom Tyler, actor estadounidense (f. 1954).
- 1904: Alfonso Guixot Guixot, empresario y dirigente español (f. 1956).
- 1906: Lucio Demare, músico y compositor argentino (f. 1974).
- 1906: Franz Jacob, político y miembro de la Resistencia alemana al nazismo (f. 1944).
- 1907: Manolo Cuadra, escritor nicaragüense (f. 1957).
- 1908: Mary G. Ross, primera ingeniera indígena americana (estadounidense) (f. 2008)
- 1909: Adam von Trott zu Solz, diplomático alemán (f. 1944).
- 1911: William Alfred Fowler, físico estadounidense, premio nobel de física en 1983 (f. 1996).
- 1912: Alfredo Palacio Moreno, escultor ecuatoriano (f. 1998).
- 1914: Ferenc Fricsay, director de orquesta y músico húngaro (f. 1963).

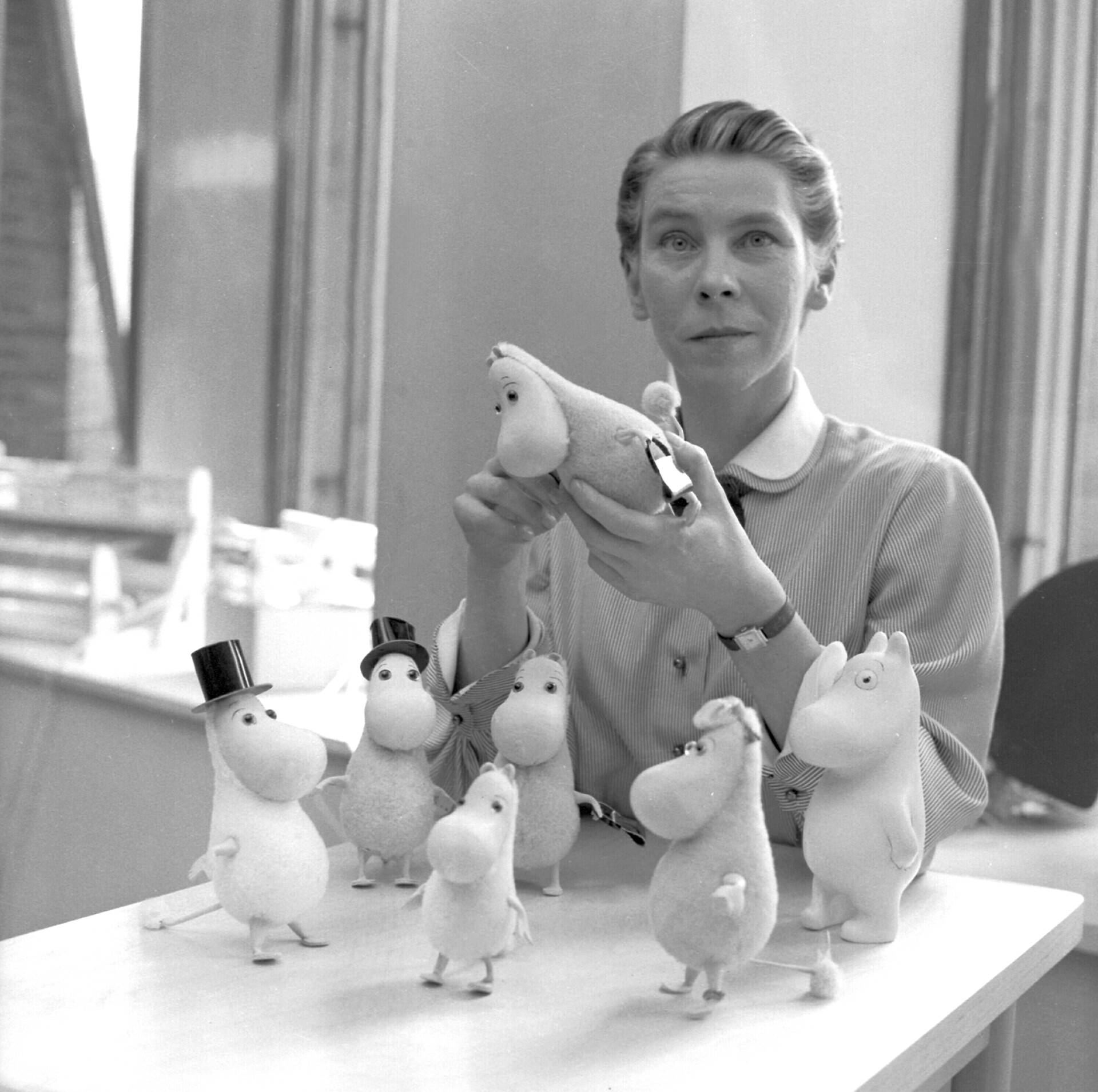
Tove Jansson.

- 1914: Tove Jansson, escritora finlandesa (f. 2001).
- 1914: Carlos Arturo Mullin, obispo uruguayo (f. 1985).
- 1914: Alastair Windsor, aristócrata británico (f. 1946).
- 1915: Ring Lardner Jr., periodista y guionista estadounidense (f. 2000).
- 1915: Michael Young, sociólogo y político británico (f. 2002).
- 1915: Mareta West, astrogeóloga estadounidense (f. 1998).
- 1918: Robert Aldrich, cineasta estadounidense (f. 1983).
- 1919: Joop den Uyl, primer ministro neerlandés (f. 1987).
- 1919: Leona Woods, física estadounidense (f. 1986)
- 1919: Emilio Vedova, pintor y grabador italiano (f. 2006).
- 1920: Luisa Alberca, escritora y guionista radiofónica (f. 2006).
- 1921: Elías Amézaga, escritor español (f. 2008).
- 1922: Philip Larkin, poeta británico (f. 1985).
- 1923: Luis Álvarez Lencero, poeta, escultor y pintor español (f. 1983).

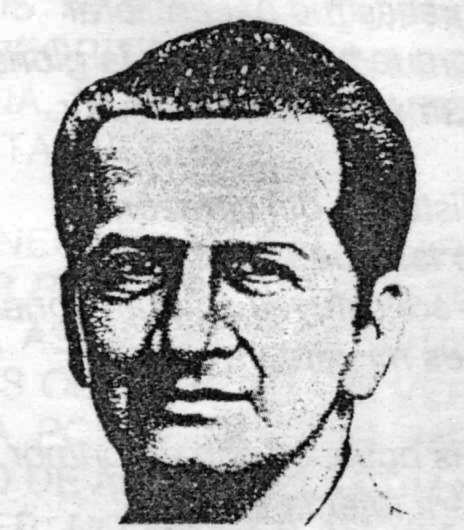
Rogers Becerra Casanovas.

- 1924: Rogers Becerra Casanovas, músico boliviano (f. 2005).
- 1924: Oscar Ferrari, cantante de tangos argentino (f. 2008).
- 1925: David A. Huffman, científico informático estadounidense (f. 1999).
- 1925: Valentín Pimstein, productor chileno de telenovelas (f. 2017).
- 1925: Francisco René Santucho, revolucionario argentino (f. 1975).
- 1927: Daniel Keyes, escritor y psicólogo estadounidense (f. 2014).
- 1927: Marvin Minsky, ingeniero informático estadounidense (f. 2016).
- 1927: Robert Shaw, actor británico (f. 1978).
- 1927: Beatriz Thibaudin, actriz argentina de cine, teatro y televisión (f. 2007).
- 1927: Alejandro Mieres, pintor y artista plástico español (f. 2018).
- 1928: Bob Cousy, baloncestista estadounidense.
- 1929: Hipólito Atilio López, político argentino (f. 1974).
- 1929: Pedro Orgambide, escritor polígrafo y guionista argentino (f. 2003).
- 1930: Carmen Balcells, editora española (f. 2015).
- 1930: Jacques Parizeau, economista y político canadiense (f. 2015).
- 1931: Mário Zagallo, entrenador y futbolista brasileño (f. 2024).
- 1931: Jaime Peiró, futbolista español (f. 2016).
- 1932: José Antonio Aguiriano, político español (f. 1996).
- 1933: Mercedes Durand, periodista y poeta salvadoreña (f. 1999).
- 1934: Cynthia Harris, actriz estadounidense (f. 2021).
- 1935: Joaquim Jordà, actor y director español (f. 2006).
- 1936: Julián Javier, beisbolista dominicano.
- 1936: José Luis Uribarri, periodista español (f. 2012).
- 1937: Edda Adler, química argentina (f. 2019).
- 1937: Ricardo Letts Colmenares, político peruano (f. 2021).
- 1937: Nelson Villagra, actor y director chileno.
- 1937: Justo González, historiador cubano.
- 1938: Leonid Kuchma, político ucraniano, presidente de Ucrania entre 1994 y 2005.
- 1938: Rod Laver, tenista australiano.
- 1938: Otto Rehhagel, futbolista y entrenador alemán.
- 1939: Bulle Ogier, actriz francesa.
- 1939: Romano Prodi, político italiano.
- 1940: Mario Almela, pintor mexicano (f. 2017).
- 1940: Mercedes Alonso, actriz española.
- 1940: Luis Maira, abogado y político chileno.
- 1941: Raúl Álvarez Garín, activista, escritor y político mexicano (f. 2014).
- 1942: Jack DeJohnette, baterista y pianista estadounidense, de las bandas Gateway y Trio Beyond.
- 1942: Miguel Littín, cineasta chileno.
- 1943: Fernando Flores Labra, político chileno.
- 1943: Héctor Malamud, actor argentino (f. 2008).
- 1943: Ken Norton, boxeador estadounidense (f. 2013).
- 1943: Lorenzo Sanz, empresario español y expresidente del Real Madrid (f. 2020).
- 1944: Patrick Depailler, piloto francés de Fórmula 1 (f. 1980).

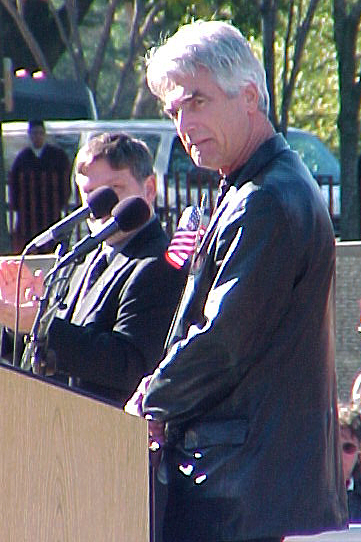
Sam Elliott

- 1944: Sam Elliott, actor estadounidense.
- 1944: Ricard Miralles, músico español.
- 1945: Barbara Delinsky, escritor estadounidense.
- 1945: Manuela Fingueret, escritora y periodista argentina (f. 2013).
- 1946: Carlos Ñáñez, obispo argentino.
- 1946: Issa Hayatou, dirigente deportivo y atleta camerunés, presidente interino de la FIFA entre 2015 y 2016.
- 1946: Teófilo Torres Corzo, político mexicano, Gobernador de San Luis Potosí entre 1992 y 1993 (f. 2023).
- 1947: Roy Hodgson, futbolista y entrenador británico.
- 1947: Jaume Sabaté, futbolista y entrenador español.
- 1948: Claudia Blum, política colombiana.
- 1952: Àngel Ros, político español.
- 1953: Ludo Peeters, ciclista belga.
- 1953: Alberto Saiz, político español.
- 1953: Jean Tirole, economista francés.
- 1954: Marcelo Trivelli, ingeniero y político chileno.
- 1954; Pablo Salazar Mendiguchía, político mexicano, Gobernador de Chiapas entre 2000 y 2006.

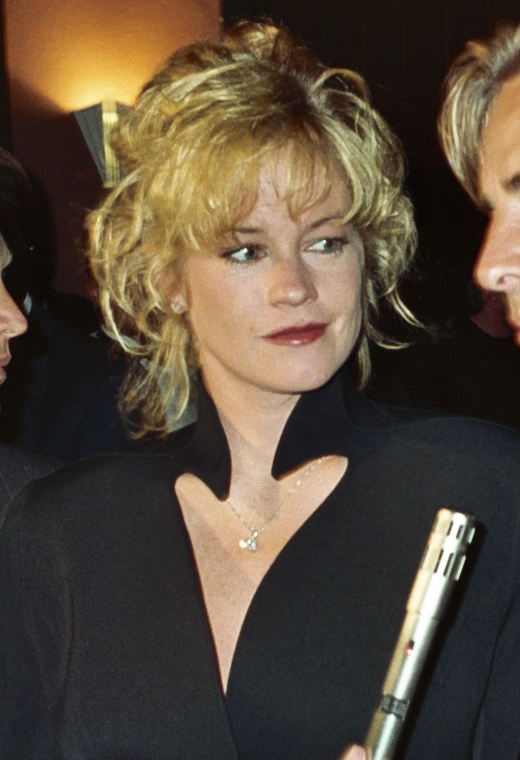
Melanie Griffith.

- 1957: Melanie Griffith, actriz estadounidense.
- 1957: Juan José Guerenabarrena, periodista español.
- 1958: Amanda Bearse, actriz estadounidense.
- 1958: José Manuel González-Páramo, economista español.
- 1959: Kurtis Blow, rapero estadounidense.
- 1959: María Guleghina, soprano rusa.
- 1959: Michael Kors, diseñador de moda estadounidense.
- 1959: Arturo Zaldívar, político mexicano.
- 1960: Hugo Alberto Torres Marín, sacerdote colombiano.
- 1960: Tomás Reñones, futbolista español.
- 1961: Brad Gilbert, tenista estadounidense.
- 1961: John Key, político neozelandés, Primer ministro de Nueva Zelanda entre 2008 y 2016.
- 1962: Rodrigo Goñi Romero, político uruguayo.
- 1962: Héctor Manuel Herrero, futbolista argentino.
- 1962: Gabriel Sopeña, poeta y compositor español.
- 1962: John "Hot Rod" Williams, baloncestista estadounidense (f. 2015).

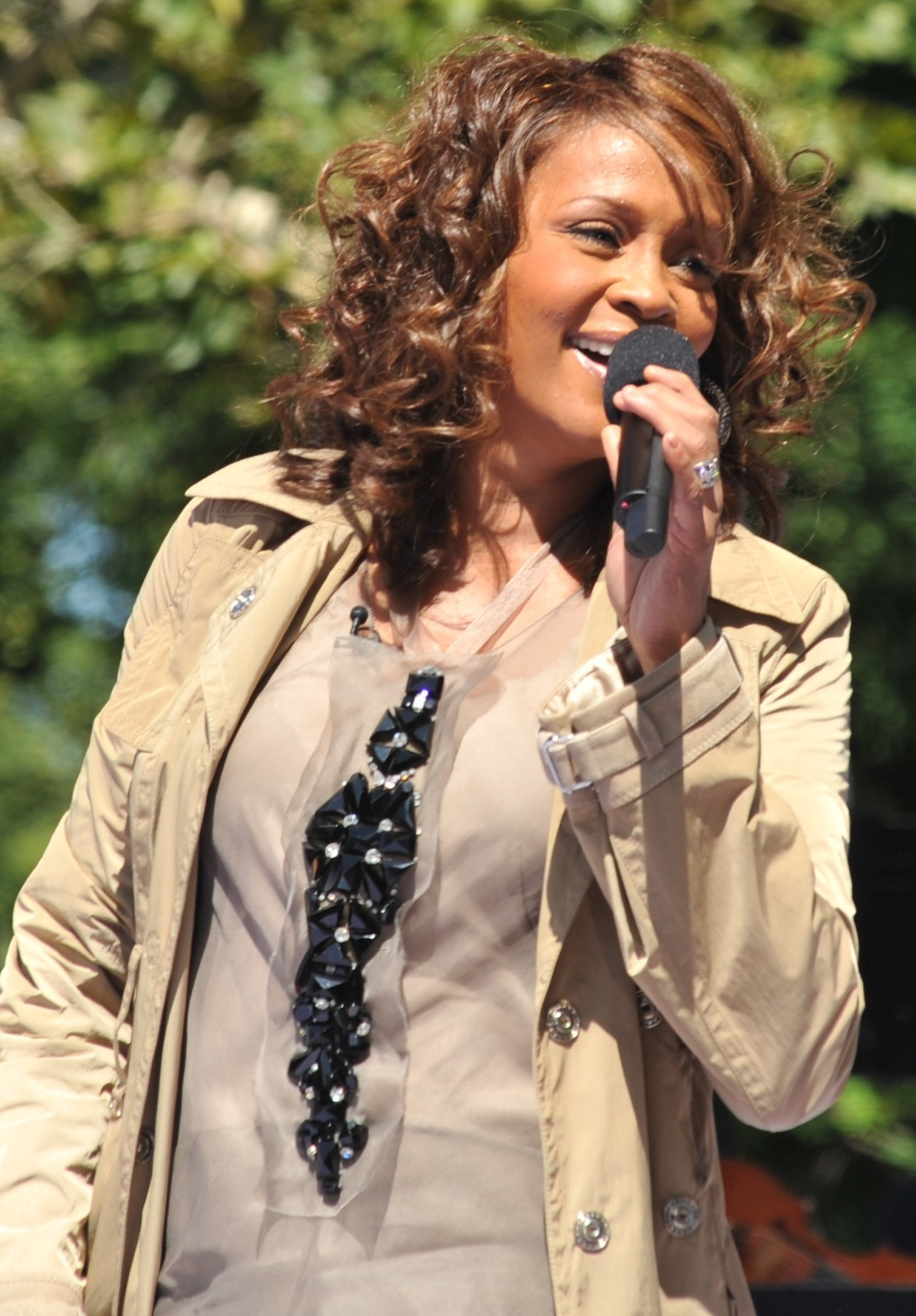
Whitney Houston.

- 1963: Whitney Houston, cantante y actriz estadounidense (f. 2012).
- 1963: Anabela Ascar, periodista argentina.
- 1963: Alain Menu, piloto de automovilismo suizo.
- 1963: Domingo Quiñones, cantante puertorriqueño.
- 1963: Ernesto Tenembaum, periodista argentino.
- 1965: Alexis Ayala, actor mexicano
- 1966: Vinny Del Negro, entrenador y baloncestista estadounidense.
- 1966: Yuri Pérez, escritor chileno.
- 1966: Heloísa Périssé, humorista brasileña.
- 1966: Glenn Postolski, investigador argentino.
- 1967: Cristina Tárrega, periodista española.

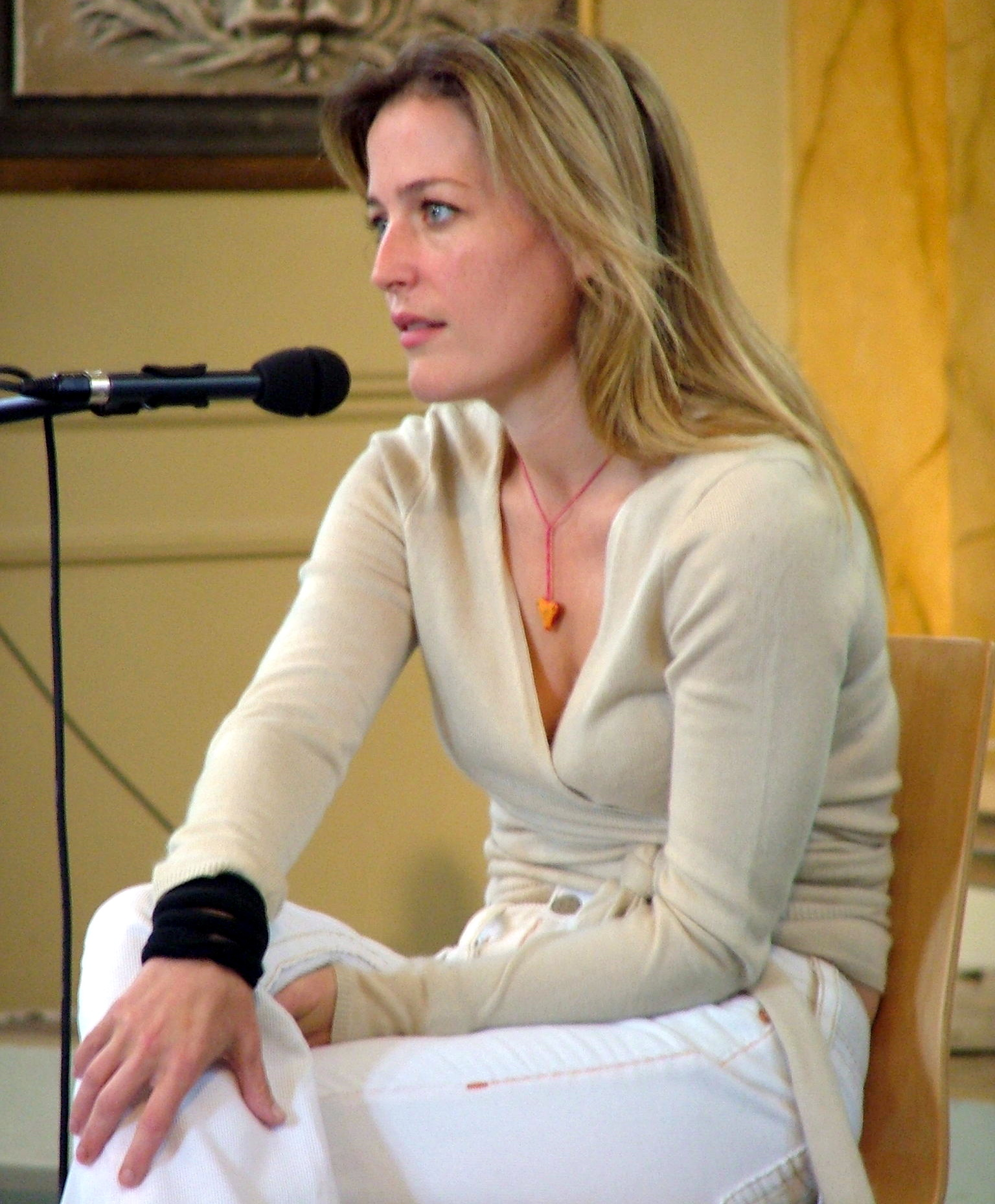
Gillian Anderson.

- 1968: Gillian Anderson, actriz estadounidense.
- 1968: Eric Bana, actor australiano.
- 1968: Sam Fogarino, baterista estadounidense, de las bandas Interpol y Magnetic Morning.
- 1968: McG, cineasta estadounidense.
- 1968: Surangel Whipps Jr., empresario y político palauano, Presidente de Palaos desde 2021.
- 1969: Paloma Tortajada, periodista española (f. 2019).
- 1970: Chris Cuomo, periodista estadounidense.
- 1971: Mack 10, rapero y actor estadounidense.
- 1971: Davide Rebellin, ciclista italiano (f. 2022).
- 1972: A-mei, cantautor taiwanés.
- 1972: Aitor Huegún, futbolista español.

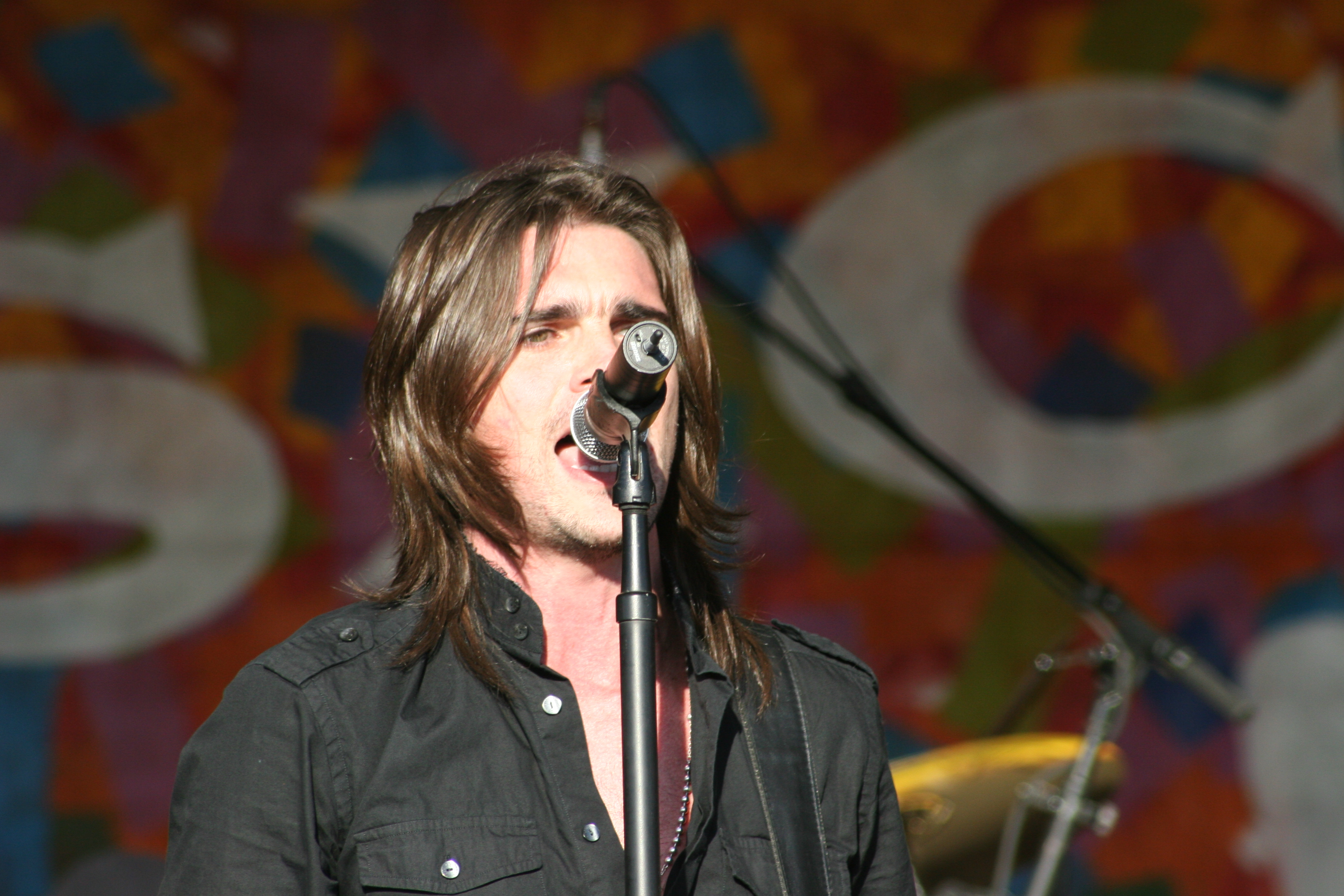
Juanes.

- 1972: Juanes, cantautor colombiano.
- 1973: Kevin McKidd, actor británico.
- 1973: Filippo Inzaghi, futbolista italiano.
- 1974: Derek Fisher, baloncestista estadounidense.
- 1974: Nicola Stapleton, actriz británica.
- 1974: Marco Santucci, historietista italiano.
- 1976: Nawaf al-Hazmi, terrorista saudí que participó en el 11S (f. 2001).
- 1976: Jessica Capshaw, actriz estadounidense.
- 1976: Rhona Mitra, actriz inglesa.
- 1976: Mark Priestley, actor australiano (f. 2008).
- 1976: Pablo Saldarriaga, actor peruano.

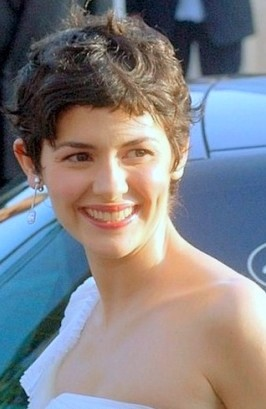
Audrey Tautou.

- 1976: Audrey Tautou, actriz francesa.
- 1977: Jason Frasor, beisbolista estadounidense.
- 1977: Chamique Holdsclaw, baloncestista estadounidense.
- 1977: Adewale Ogunleye, jugador estadounidense de fútbol americano.
- 1977: Mikaël Silvestre, futbolista francés.
- 1977: Ime Udoka, baloncestista estadounidense.
- 1978: Ana Serradilla, actriz mexicana.
- 1978: Wesley Sonck, futbolista belga.
- 1979: Matías Bize, cineasta chileno.
- 1979: Jorge Luis Vázquez, actor mexicano.
- 1979: Tony Stewart, jugador estadounidense de fútbol americano.
- 1979: Pablo Couñago, futbolista español.
- 1979: André Jardine, entrenador de fútbol brasileño.
- 1980: Texas Battle, actor estadounidense.
- 1980: Nuria Cabanillas, gimnasta española.
- 1980: Charlie David, actor canadiense.
- 1981: Jarvis Hayes, baloncestista estadounidense.
- 1981: Mariazel Olle Casals, conductora, actriz y modelo española.
- 1981: Julián Cerdá Vicente, futbolista español.
- 1981: Bartłomiej Grzelak, futbolista polaco.
- 1982: Joel Anthony, baloncestista estadounidense.
- 1982: Tyson Gay, atleta estadounidense.
- 1982: Anna Simon, presentadora de televisión y periodista española.
- 1982: Kanstantsín Siutsou, ciclista bielorruso.
- 1982: Jes Macallan, actriz estadounidense.
- 1983: Ashley Johnson, actriz estadounidense.
- 1983: Issoumaila Dao, futbolista marfileño.
- 1983: Virginia Giuffre, activista estadounidense-australiana (f. 2025).
- 1984: Diego Matheuz, director de orquestas venezolano.
- 1984: Marcos Carvajal, beisbolista venezolano (f. 2018).
- 1984: Gaizka Toquero, futbolista español.
- 1984: Mirco Antenucci, futbolista italiano.
- 1985: Luca Filippi, piloto italiano de carreras.

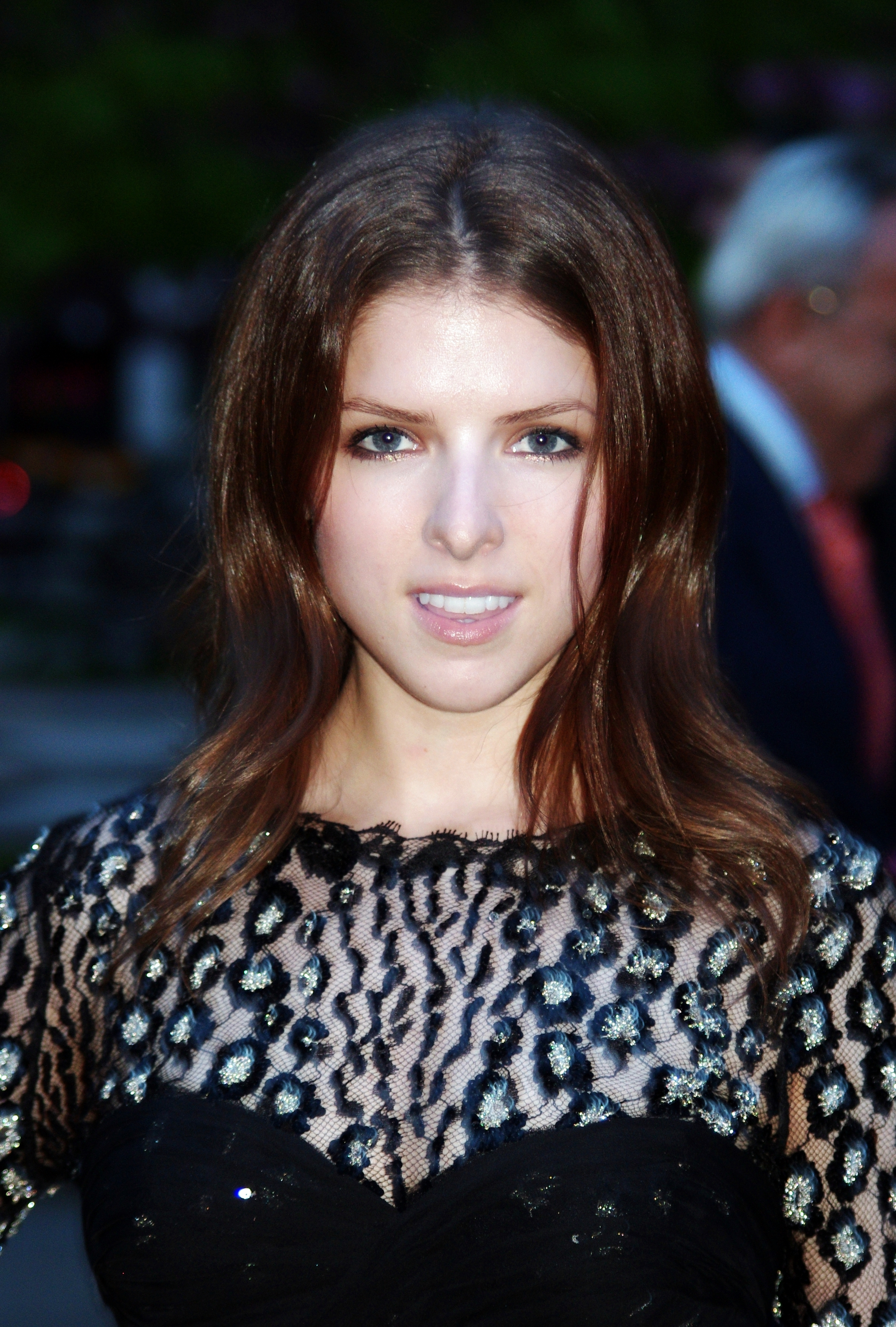
Anna Kendrick.

- 1985: Anna Kendrick, actriz estadounidense.
- 1985: Filipe Luís, futbolista brasileño.
- 1985: Dennis Marshall, futbolista costarricense (f. 2011).
- 1985: JaMarcus Russell, jugador estadounidense de fútbol americano.
- 1986: José Manuel Casado, futbolista español.
- 1986: Diego de Erice, actor mexicano.
- 1986: Alejandro Faurlín, futbolista argentino.
- 1986: Robert Kiserlovski, ciclista croata.
- 1986: Tyler Smith, músico estadounidense, de las bandas In Fear and Faith y The Word Alive.
- 1987: Giselle Calderón, actriz ecuatoriana.
- 1988: Nozomi Yamamoto, seiyū japonesa.
- 1988: Willian, futbolista brasileño.
- 1989: Jason Heyward, beisbolista estadounidense.
- 1989: Andrea Iannone, piloto de MotoGP.
- 1989: Stefano Okaka Chuka, futbolista italiano.
- 1990: Adelaide Kane, actriz australiana.
- Bill Skarsgård1990: Bill Skarsgård, actor sueco.

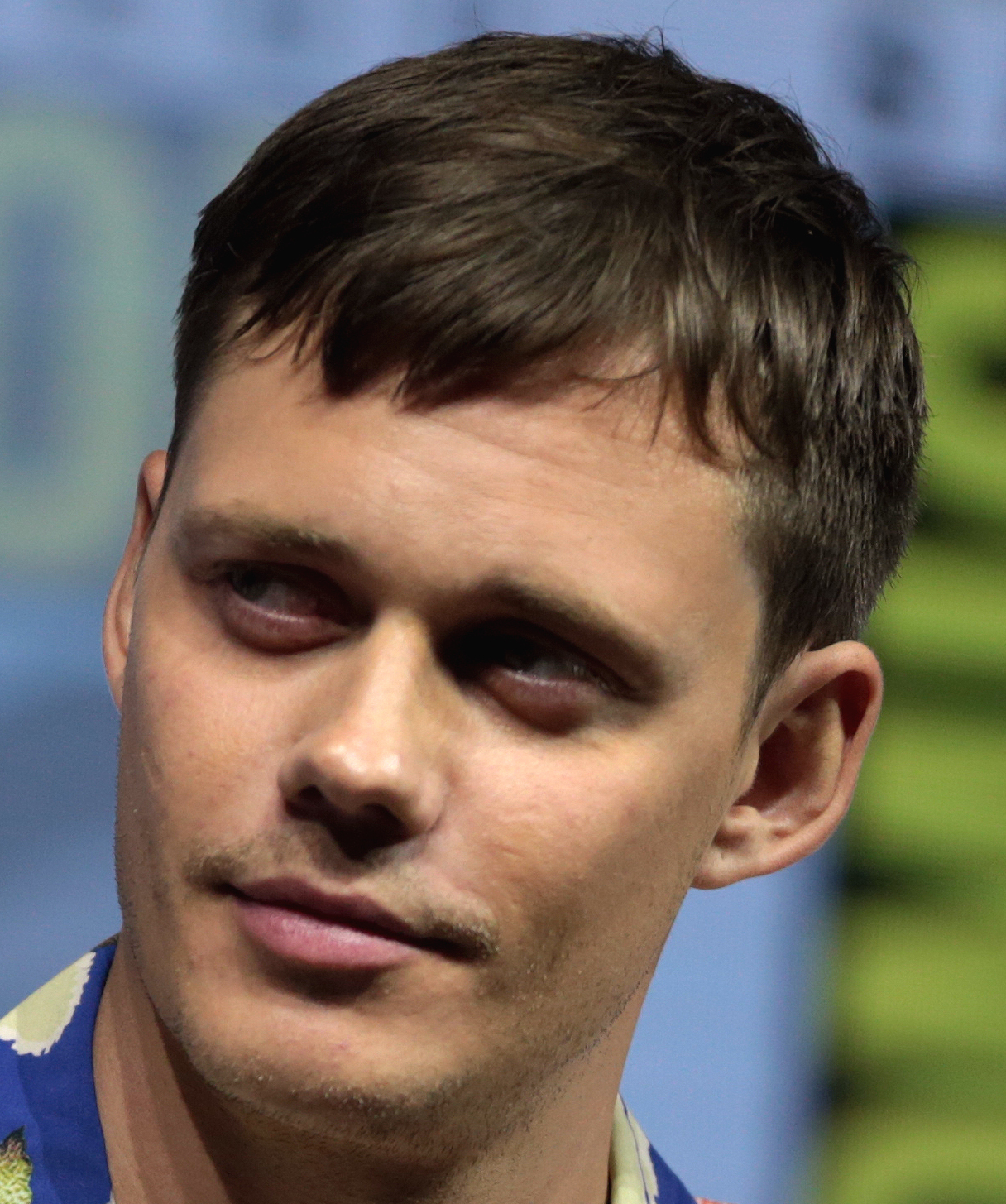
Bill Skarsgård

- 1990: Jan Lecjaks, futbolista checo.
- 1990: Askhat Tagybergen, futbolista kazajo.
- 1990: Lady Camden, drag queen inglesa.
- 1991: Alexa Bliss, luchadora profesional estadounidense.

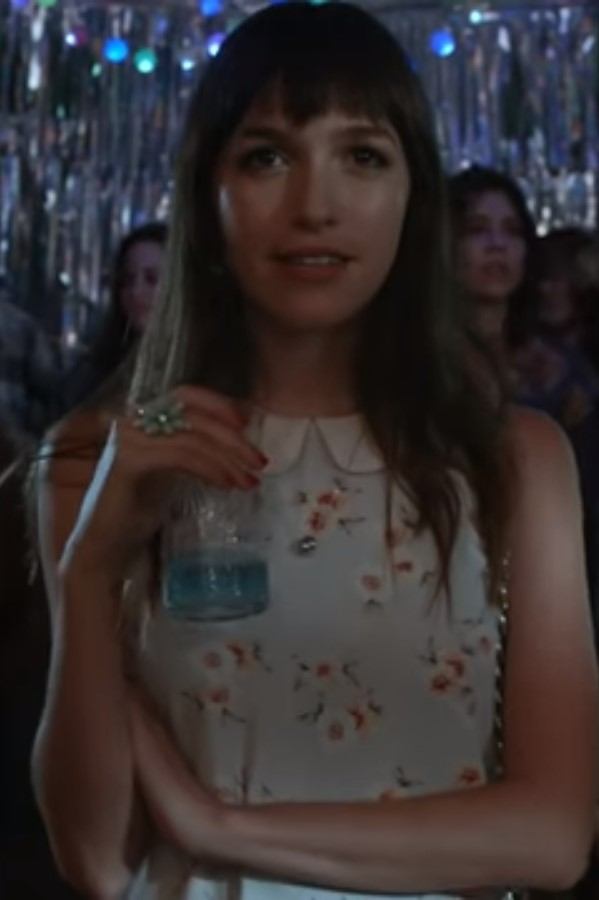
Candela Vetrano.

- 1991: Candela Vetrano, actriz, cantante y diseñadora de moda argentina.
- 1991: Romell Quioto, futbolista hondureño.
- 1991: Arnulfo González Navarro, futbolista mexicano.
- 1992: Michael Cobbins, baloncestista estadounidense.
- 1992: Sofiane Bendebka, futbolista argelino.
- 1993: Patricio Gallardo, actor y cantante mexicano.
- 1993: Rydel Lynch, cantante, tecladista y bailarina estadounidense.
- 1993: Shohei Yokoyama, futbolista japonés.
- 1993: Jordan Lefort, futbolista francés.
- 1994: Jonathan Espericueta, futbolista mexicano.
- 1994: Forrest Landis, actor estadounidense.
- 1994: Max Clayton, futbolista inglés.
- 1994: Duke Riley, jugador de fútbol americano estadounidense.
- 1994: Vincent Vermeij, futbolista neerlandés.
- 1994: Murat Paluli, futbolista turco.
- 1994: King Von, rapero y compositor estadounidense (f. 2020).
- 1995: Murodjon Yo'ldoshev, yudoca uzbeko.
- 1995: Alejandro Galindo Valencia, futbolista español.
- 1995: Daiki Yagishita, futbolista japonés.
- 1995: Durham Smythe, jugador de fútbol americano estadounidense.
- 1995: Darwin Ocampo, futbolista ecuatoriano.
- 1995: Lee Moore, baloncestista estadounidense.
- 1995: Arnaud Cotture, baloncestista suizo.
- 1995: Lucas Chaves, futbolista argentino.
- 1995: Eduard Gutiérrez, futbolista colombiano (f. 2017).
- 1995: Tyler Nelson, baloncestista estadounidense.
- 1996: Masahito Ono, futbolista japonés.
- 1996: Alessandro Murgia, futbolista italiano.
- 1996: Matías Noble, futbolista argentino.
- 1996: Emily Washer, nadadora australiana.
- 1997: Gabriel Suazo, futbolista chileno.
- 1997: Leon Bailey, futbolista jamaicano.
- 1997: Elia Meschack, futbolista congoleño.
- 1997: Sergio Córdova, futbolista venezolano.
- 1997: Luisa Stefani, tenista brasileña.
- 1997: Rikke Madsen, futbolista danesa.
- 1999: Juan Manuel Correa, piloto de automovilismo estadounidense-ecuatoriano.
- 1999: Alexsandro de Souza Ribeiro, futbolista brasileño.
- 1999: César Menacho, futbolista boliviano.
- 2000: Marta García López, piloto de automovilismo española.
- 2000: Shion Homma, futbolista japonés.
- 2000: Kim Hyang-gi, actriz surcoreana.
- 2000: Justina Morcillo, futbolista argentina.
- 2000: Kessler Edwards, baloncestista estadounidense.
- 2000: Kliver Moreno, futbolista colombiano.
- 2000: Arlo Parks, cantautora y poetisa británica.
- 2000: Erica Sullivan, nadadora estadounidense.
- 2000: Yeremy Quintero, futbolista venezolano.
- 2000: Djed Spence, futbolista inglés.
- 2000: Nicole Wiggins, balonmanista española.
- 2001: Noémie Garnier, ciclista francesa.
- 2001: Isaiah Spiller, jugador de fútbol americano estadounidense.
- 2002: Carl Sainté, futbolista haitiano.
- 2002: Kevin Parzajuk, futbolista paraguayo.
- 2002: Bastián Tapia, futbolista chileno.
- 2002: Owen Beck, futbolista galés.
- 2002: Rosario Vargas, futbolista panameña.
- 2003: Etham Hazard, futbolista belga.
- 2003: Celeste Espino, futbolista mexicana.
- 2004: Idan Gorno, futbolista israelí.
- 2005: Victoria Jiménez, tenista andorrana.
- 2006: Takeru Yamamoto, jugador de curling japonés
- 2008: Freddie Slater, piloto de automovilismo británico.

## Fallecimientos

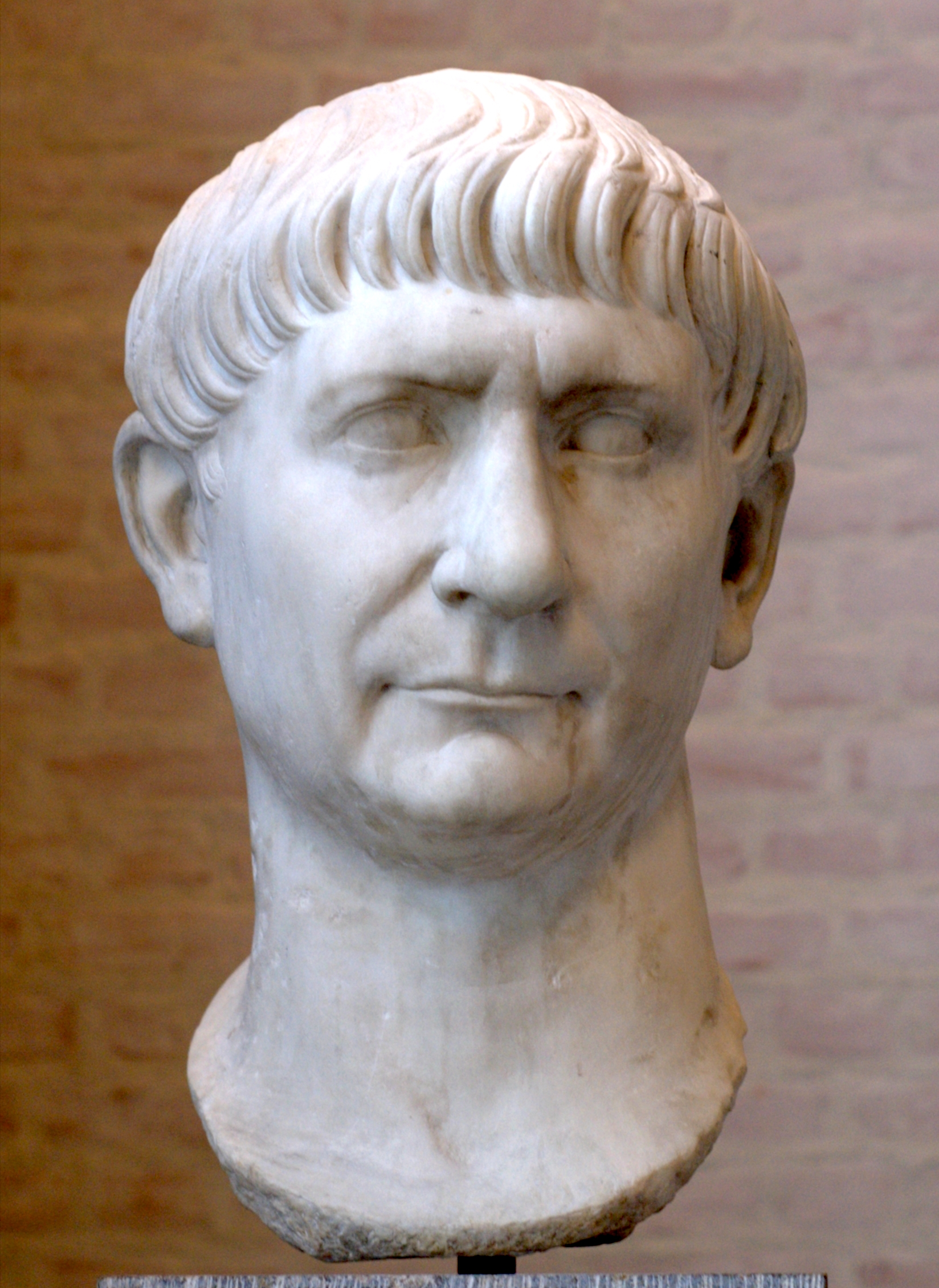
Trajano.

- 117: Trajano, emperador romano entre 98 y 117 (n. 53).
- 378: Valente, emperador romano (n. 328).
- 803: Irene de Atenas, emperatriz de Bizancio (n. 752).
- 833: Al-Mamún, califa abásida (f. 786).
- 1002: Almanzor, militar y político andalusí (n. 938).
- 1048: papa Dámaso II.
- 1107: Emperador Horikawa de Japón (n. 1079).
- 1250: Erico IV de Dinamarca (n. 1216).
- 1284: Jaime de Castilla (n. 1267).
- 1516: (alrededor) El Bosco, pintor neerlandés (n. 1450).
- 1354: Esteban de Anjou de Hungría (n. 1332).
- 1534: Tomás Cayetano, teólogo italiano (n. 1470).

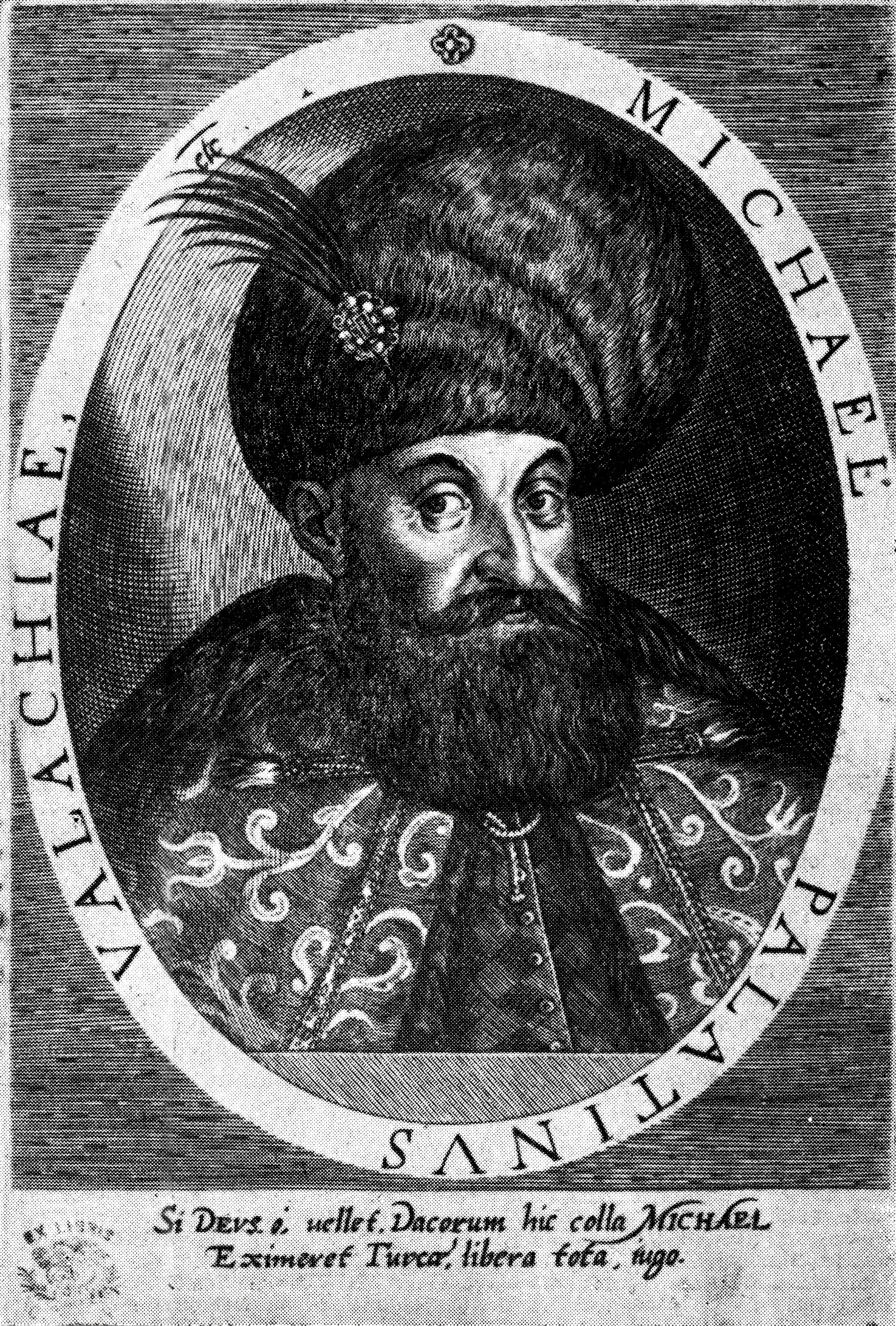
Miguel el Valiente.

- 1601: Miguel el Valiente, príncipe otomano (n. 1558).
- 1632: María Cristina de Médici, noble italiana (n. 1609).
- 1635: Juan II del Palatinado-Zweibrücken (n. 1584).
- 1672: Jusepe Ximénez, compositor y organista español (n. ca. 1600).
- 1688: Jacobo Balde, poeta alemán (n. 1604).
- 1801: María Gertrudis Hore, poeta española (n. 1742).
- 1820: Anders Sparrman, botánico sueco (n. 1748).
- 1837: Xavier Sigalon, pintor francés (f. 1787).
- 1844: Mateo Miguel Ayllón Alonso, político español (n. 1793).
- 1853: Józef Maria Hoene-Wroński, matemático polaco (n. 1776).
- 1869: Miguel del Carpio y Melgar, político y escritor peruano (n. 1795).
- 1873: Casto José Alvarado, político hondureño (n. 1820).

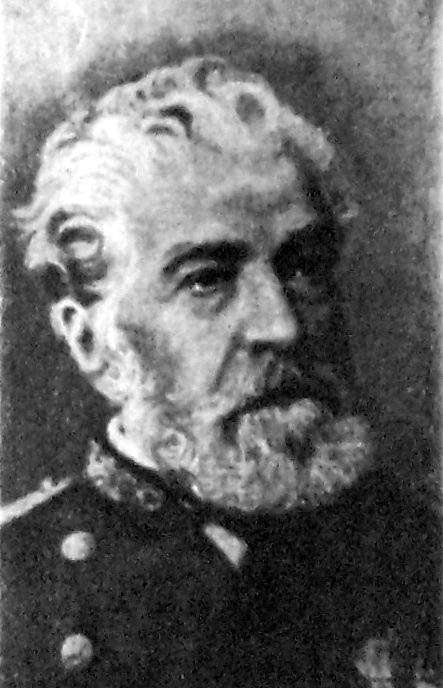
José Murature.

- 1880: José Murature, pintor argentino (n. 1804).
- 1880: José María Yáñez, militar mexicano (n. 1804).
- 1881: José Valenzuela y Márquez, político y médico español (n. 1820).
- 1886: Samuel Ferguson, poeta y artista irlandés (n. 1810).
- 1892: V. S. Apte, sanscritólogo y lexicógrafo indio (n. 1858).
- 1892: Pedro José Sevilla Yturralde, militar y coronel peruano (n. 1815)
- 1897: Jorge José Zenarruza, político artgentino (n. 1847).
- 1899: Edward Frankland, químico británico (n. 1825).
- 1900: Vicente Ríos Enrique, maestro fundidor valenciano (n. 1842).
- 1901: Dalmiro Costa, compositor uruguayo (n. 1836).
- 1904: Friedrich Ratzel, geógrafo alemán (n. 1844).
- 1910: Huo Yuanjia, maestro de artes marciales chino (n. 1868).
- 1912: Cándida María de Jesús, santa española (n. 1845).
- 1912: Francisco Podestá, docente argentino (n. 1862).
- 1913: Wilhelm Albermann, escultor alemán (n. 1835).

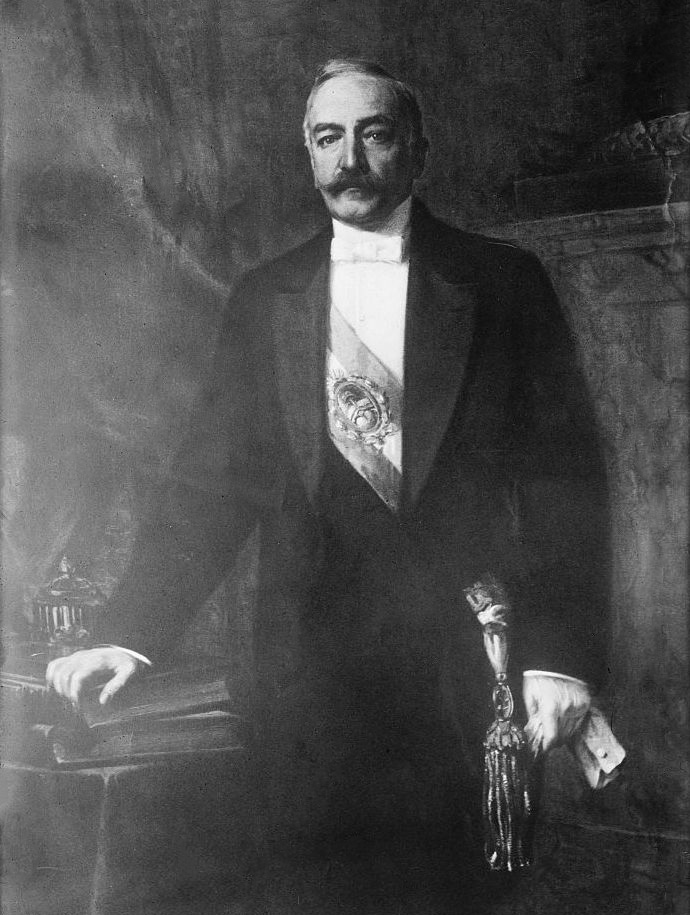
Roque Sáenz Peña.

- 1914: Roque Sáenz Peña, presidente argentino (n. 1851).
- 1916: Guido Gozzano, poeta italiano (n. 1883).
- 1918: Mariana Cope, santa austríaca (n. 1838).
- 1919: Ernst Haeckel, biólogo y físico alemán (n. 1834).
- 1919: Ruggero Leoncavallo, compositor italiano (n. 1857).
- 1920: Enrique Rosas, cineasta mexicano (n. 1877).
- 1923: Francisco Soler Cirila, médico argentino (n. 1835).
- 1929: Heinrich Zille, dibujante y fotógrafo alemán (n. 1858).
- 1932: Graham Wallas, socialista británico (n. 1858).
- 1934: Gastón Lelarge, arquitecto francés (n. 1861).
- 1934: Fritz Kurt Alexander von Schwerin, botánico alemán (n. 1856).
- 1935: Alfredo Andersen, pintor noruego (n. 1860).
- 1935: Federico Martínez de Hoz, político argentino (n. 1866).
- 1936: Florentino Asensio Barroso, obispo español (n. 1877).

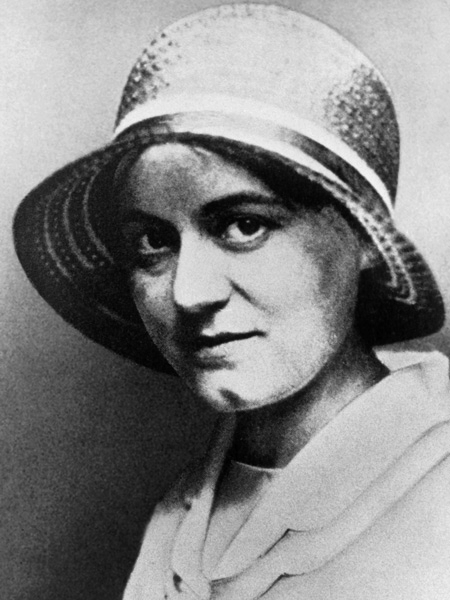
Edith Stein.

- 1942: Edith Stein, filósofa y monja alemana (n. 1891).
- 1944: Chaim Soutine, pintor ruso (n. 1894).
- 1945: Harry Hillman, atleta estadounidense (n. 1881).
- 1945: Charles Sands, golfista y tenista estadounidense (n. 1865).
- 1946: Léon Gaumont, inventor francés (n. 1864).
- 1947: Reginald Innes Pocock, biólogo británico (n. 1863).
- 1948: Hugo Ferdinand Boss, diseñador de moda alemán (n. 1885).

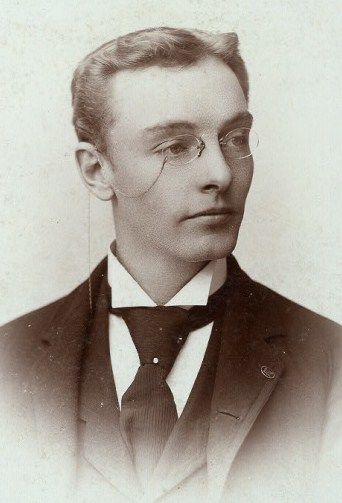
Harry Davenport.

- 1949: Harry Davenport, actor estadounidense (n. 1866).
- 1949: Edward Thorndike, psicólogo conductista estadounidense (n. 1874).
- 1953: Henri Étiévant, actor y director francés (n. 1870).
- 1956: Tobías Dantzig, matemático ruso-estadounidense (n. 1884).
- 1957: José Jesús González Gallo, político mexicano (n. 1900).
- 1958: Felipe Boero, compositor argentino (n. 1884).
- 1960: Adela Carbone, actriz italiana (n. 1890).
- 1961: Walter Bedell Smith, general estadounidense (n. 1895).
- 1961: José Domínguez Echenique, político chileno (n. 1900).
- 1962: Hermann Hesse, escritor suizo de origen alemán (n. 1877).
- 1964: Amelia Wilhelmy, cantante mexicana (n. 1900).
- 1967: Pedro Garfias, poeta español (n. 1901).
- 1967: Joe Orton, dramaturgo británico (n. 1933).
- 1969: Cecil Frank Powell, físico británico, premio nobel de física en 1950.
- 1969: Sharon Tate, actriz estadounidense; asesinada por Charles Manson (n. 1943).
- 1971: Manuel Lozano Garrido, escritor español (n. 1920).
- 1971: Ángel Segundo Médici, futbolista argentino (n. 1897).
- 1973: Charles Daniels, nadador estadounidense (n. 1885).
- 1974: Else Alfelt, pintora danesa (n. 1910).
- 1974: Bill Chase, trompetista estadounidense (n. 1934).
- 1975: Dmitri Shostakóvich, compositor ruso (n. 1906).

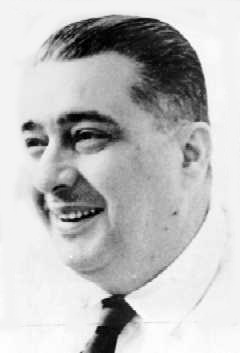
José Lezama Lima.

- 1976: José Lezama Lima, escritor cubano (n. 1910).
- 1976: Mariano Ozores Francés, actor español (n. 1890).
- 1977: David Caro, político y médico argentino (n. 1900).
- 1979: Chus Alonso, futbolista español (n. 1917).
- 1980: Jacqueline Cochran, piloto estadounidense (n. 1906).
- 1988: Giacinto Scelsi, compositor italiano (n. 1905).
- 1988: Ramón Valdés, actor y cómico mexicano (n. 1924).
- 1991: Schubert Gambetta, futbolista uruguayo (n. 1920).
- 1991: Zbigniew Adam Strzałkowski, sacerdote, misionero y beato católico polaco (n. 1958).[cita requerida]
- 1991: Michael Tomaszek, sacerdote, misionero y beato católico polaco (n. 1960).[cita requerida]
- 1991: Alessandro Dordi, sacerdote, misionero y beato católico italiano (n. 1931).[cita requerida]
- 1992: Manuel Ulloa Elías, economista y político peruano (n. 1922).
- 1993: César Altamirano, cantante peruano (n. 1944).
- 1994: Manuel Cepeda Vargas, periodista y político colombiano (n. 1930).
- 1994: Miguel Frank, cineasta y escritor chileno (n. 1920).
- 1995: Teodoro Alcalde, futbolista peruano (n. 1913).

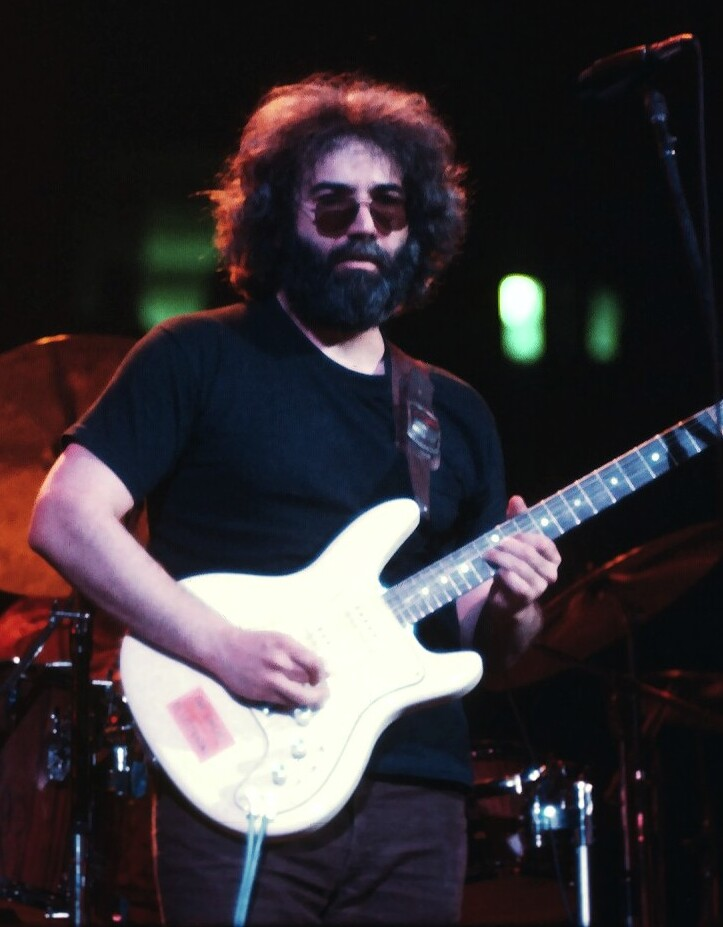
Jerry Garcia

- 1995: Jerry Garcia, músico estadounidense (Grateful Dead) (n. 1942).
- 1996: Emilio Ariño, locutor, periodista y actor argentino (n. 1930).
- 1996: Frank Whittle, ingeniero británico (n. 1907).
- 1998: Alberto Pafundi, futbolista argentino (n. 1952).
- 1998: Frankie Ruiz, cantante estadounidense de salsa de origen puertorriqueño (n. 1958).
- 1998: Francisco Zúñiga, pintor y escultor mexicano (n. 1912).
- 2000: John Harsanyi, economista húngaro-estadounidense (n. 1920).
- 2002: Roberto Guzmán, actor mexicano (n. 1936).
- 2002: Bertold Hummel, compositor alemán (n. 1925).
- 2002: Paul Samson, guitarrista británico, de la banda Samson (n. 1953).
- 2003: Jacques Deray, cineasta francés (n. 1929).
- 2003: Gregory Hines, actor y bailarín estadounidense (n. 1946).
- 2004: Eduard Neumann, soldado alemán (n. 1911).
- 2004: Jacinto Peynado Garrigosa, político y empresario dominicano (n. 1941).
- 2004: David Raksin, compositor estadounidense (n. 1912).
- 2005: Colette Besson, atleta francesa (n. 1946).
- 2005: Matthew McGrory, actor estadounidense (n. 1973).

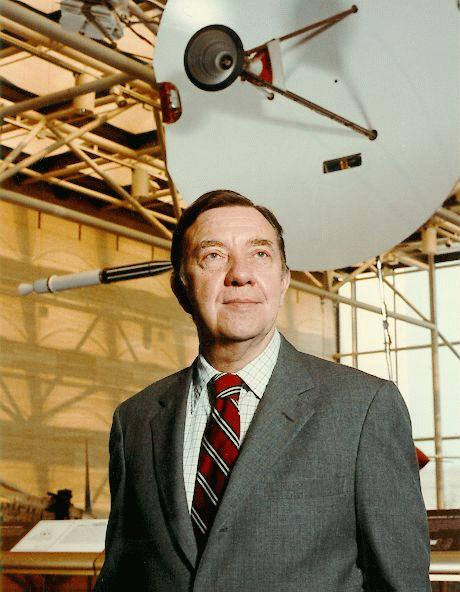
James Van Allen.

- 2006: Miguel «Angá» Díaz, percusionista cubano de latin jazz (n. 1961).
- 2006: Jenny Gröllmann, actriz alemana (n. 1947).
- 2006: Melissa Hayden, bailarina canadiense (n. 1923).
- 2006: James Van Allen, físico estadounidense (n. 1914).
- 2006: Alberto Wagner de Reyna, filósofo y escritor peruano (n. 1915).
- 2008: Bernie Mac, actor y comediante estadounidense (n. 1957).
- 2008: Mahmud Darwish, poeta palestino (n. 1941).
- 2008: Dunav Kuzmanich, cineasta, guionista y libretista chileno radicado en Colombia (n. 1935).
- 2009: Thierry Jonquet, escritor francés (f. 1954).
- 2010: Fernando Fernández, historietista, ilustrador y pintor español (n. 1940).[6]
- 2010: Ted Stevens, político y abogado estadounidense (n. 1923).[7]
- 2011: Bartomeu Fiol, poeta español (n. 1933).
- 2012: Al Freeman, Jr., actor y director estadounidense (n. 1934).
- 2012: David Rakoff, escritor, periodista y actor canadiense (n. 1964).
- 2012: Jan Sawka, arquitecto estadounidense (n. 1946).
- 2012: Mel Stuart, cineasta estadounidense (n. 1928).
- 2012: Carmen Belén Richardson, actriz portorriqueña (n. 1930).
- 2013: Eduardo Falú, guitarrista, cantante y compositor argentino (n. 1923).
- 2013: Luis Ramírez Saldarriaga, cantautor colombiano (n. 1917).
- 2014: Henry Pease, politólogo, sociólogo y político peruano (n. 1944).
- 2016: Álvaro Castaño Castillo, fue un empresario, abogado, gestor cultural y locutor colombiano. (n. 1920).
- 2016: Gerald Grosvenor, empresario y aristócrata británico (n. 1951).
- 2016: Celestina Marrón, militante comunista española (n. 1926).
- 2018: Néstor Gurini, piloto de automovilismo argentino (n. 1954).
- 2020: Franca Valeri, actriz italiana (n. 1920).
- 2020: Kurt Luedtke, guionista y editor ejecutivo estadounidense (n. 1939).
- 2021: Alex Cord, actor estadounidense (n. 1933).
- 2021: Patricia Hitchcock, actriz y productora cinematográfica británica (n. 1928).
- 2023: Fernando Villavicencio, periodista y político ecuatoriano (n. 1963).
- 2023: Robbie Robertson, músico, compositor, actor y productor canadiense (n. 1943).

## Celebraciones

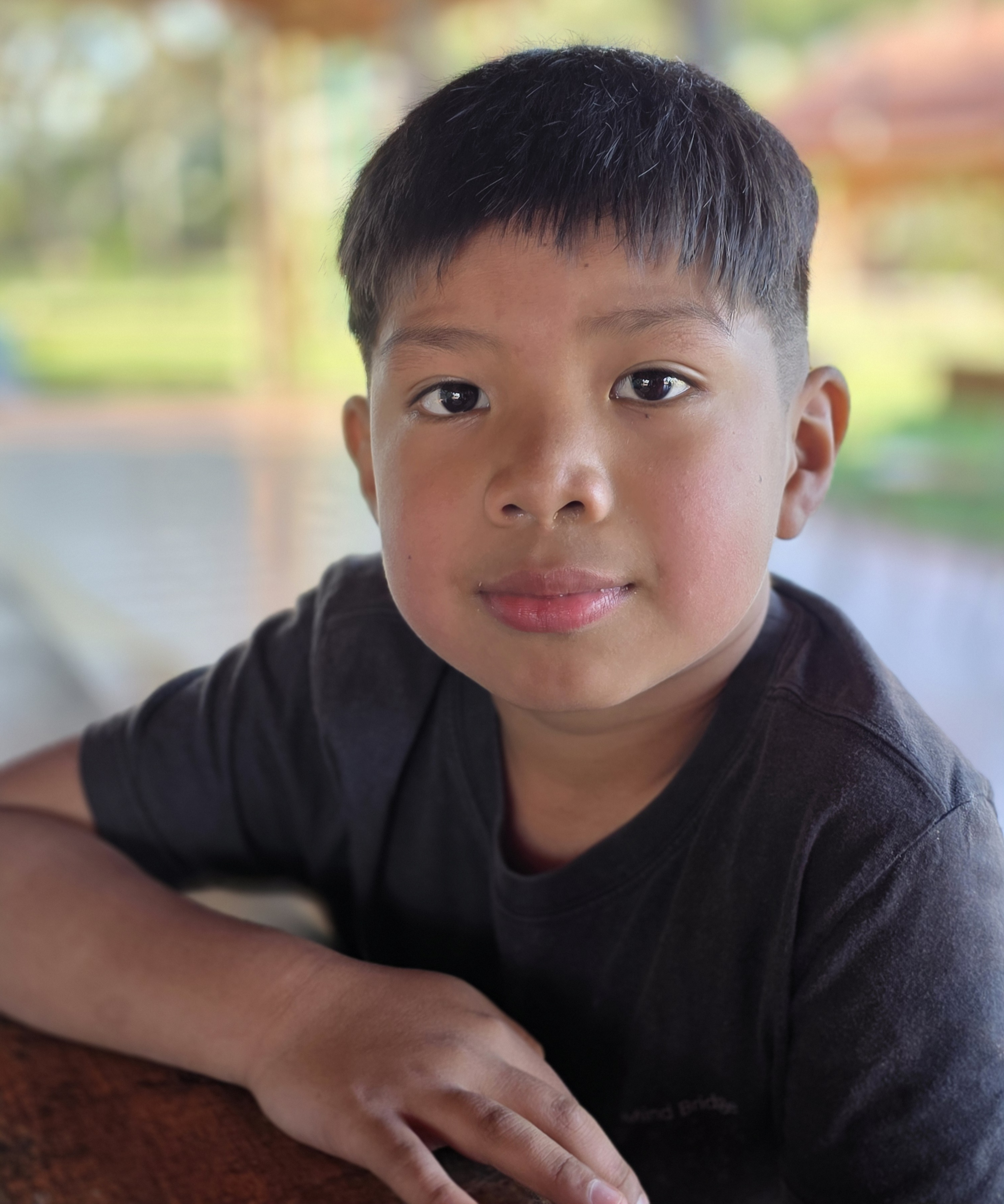
Niño mbya de la Aldea Perutí de El Alcázar (Argentina).

- Día Internacional de los Pueblos Indígenas.[8](imagen ilustrativa).
Jornada de las Naciones Unidas que se celebra desde 1995. Los pueblos indígenas están constituidos por 370 millones de personas, más del 5% de la población mundial.

- Día Internacional de la Solidaridad con la lucha de la Mujer en Sudáfrica y Namibia.
Celebración que honra la resistencia femenina contra el apartheid y la opresión. Reconoce su papel en la lucha por la igualdad, la justicia social y los derechos humanos en la región.

 Por países
(Por orden alfabético)
- Argentina:

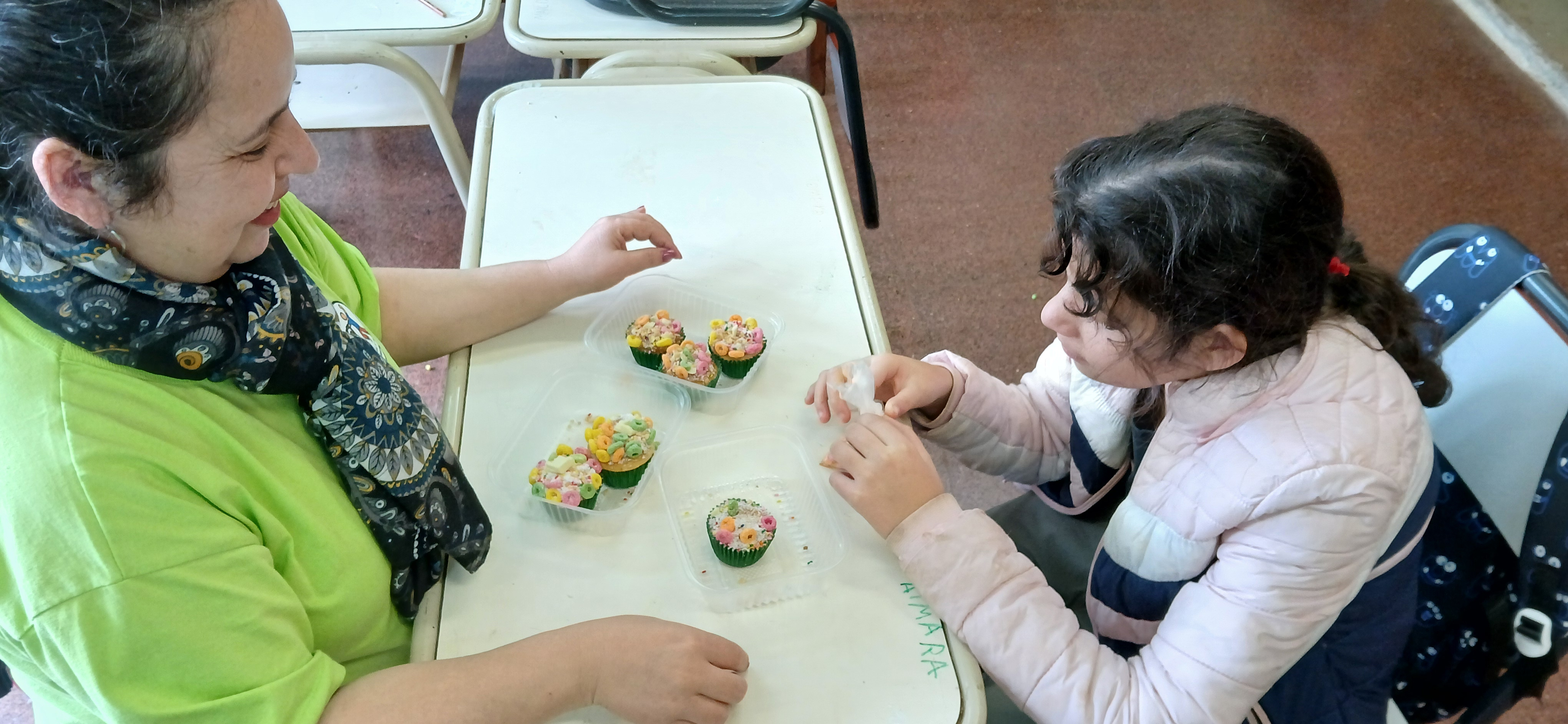
Día Nacional de la Educación Especial en Argentina. Docente y alumna de la Escuela Especial 36 de Capioví, Provincia de Misiones.

  - Día Nacional de la Educación Especial.[9](imagen ilustrativa).
La elección de la fecha deriva del aniversario de la creación de la Dirección de Educación Especial, que tuvo lugar el 9 de agosto de 1949 (hace 76 años). El artículo 42 de la Ley 26.206 de Educación define a la Educación Especial, como una modalidad del sistema educativo destinada a asegurar el derecho a la educación de las personas con discapacidades, temporales o permanentes, en todos los niveles y modalidades del Sistema Educativo. Se rige por el principio de inclusión educativa, y brinda atención educativa en todas aquellas problemáticas específicas que no puedan ser abordadas por la educación común.[10]
    -  Aniversario de la creación de la 2.ª Escuadrilla Aeronaval de Caza y Ataque.[11]
Es una unidad aérea de ataque de la Armada Argentina, que opera aviones cazabombarderos Super Étendard desde 1981. Por su destacada participación en la Guerra de Malvinas, fue condecorada por la Nación Argentina con la Medalla al Valor en Combate.
Fundación: 9 de agosto de 1956 (69 años).
    - Aniversario de Al-Anon (subsidiaria de Alcohólicos Anónimos).[12]
En 1966 en Buenos Aires se crea la filial argentina de la organización estadounidense.
Fundación: 9 de agosto de 1966 (59 años).
    -  Corrientes: 
      - Aniversario de la Policía de Corrientes.
Fundación: 9 de agosto de 1971 (54 años).[13]

- Bélgica:
  - Plantación de Meyboom.[14]
Es una antigua tradición de Bruselas, celebrada cada 9 de agosto, víspera de la festividad de San Lorenzo. El festejo implica la plantación de un haya joven en la intersección de las calles Rue des Sables y Rue du Marais, acompañada de procesiones, música y actividades folclóricas. Esta tradición, que data de 1308 (hace 717 años), conmemora una disputa folclórica entre Bruselas y Lovaina. Catalogada como Patrimonio cultural inmaterial de la Humanidad por la Unesco, consiste en "luchar" por plantar un árbol en pleno centro de Bruselas.

- Ecuador:
  - Día de la Cultura Nacional.[15]
Para promover y valorar la identidad, el arte y las tradiciones del país. Conmemora la creación de la Casa de la Cultura Ecuatoriana en 1944 (hace 81 años), institución clave en la preservación y difusión del patrimonio cultural nacional.

- Finlandia:
  - Día del Arte Finlandés.
En recuerdo del natalicio de Tove Jansson.[16]
(en inglés: Tove Jansson Day).

- México:
  - Día Nacional de la Lucha contra el Cáncer Cervicouterino.
 Esta fecha busca generar conciencia sobre la importancia de la prevención y detección temprana de esta enfermedad, que es el segundo cáncer más frecuente entre las mujeres mexicanas. La conmemoración incluye la promoción de estilos de vida saludables, información sobre el Virus del Papiloma Humano (VPH) y la realización de pruebas de detección como el Papanicolaou y pruebas de VPH en unidades médicas.

- Panamá:
  - Día del Abogado.[17]
En honor al natalicio de Justo Arosemena, jurista, político y defensor de la soberanía nacional. La fecha reconoce la labor de quienes ejercen el derecho, promoviendo la justicia, el orden jurídico y la defensa de los derechos ciudadanos.

- Singapur:
  - Día de la Independencia.[18]
(de Malasia en 1965).

- Sudáfrica:
  - Día Nacional de la Mujer.

### Santoral católico

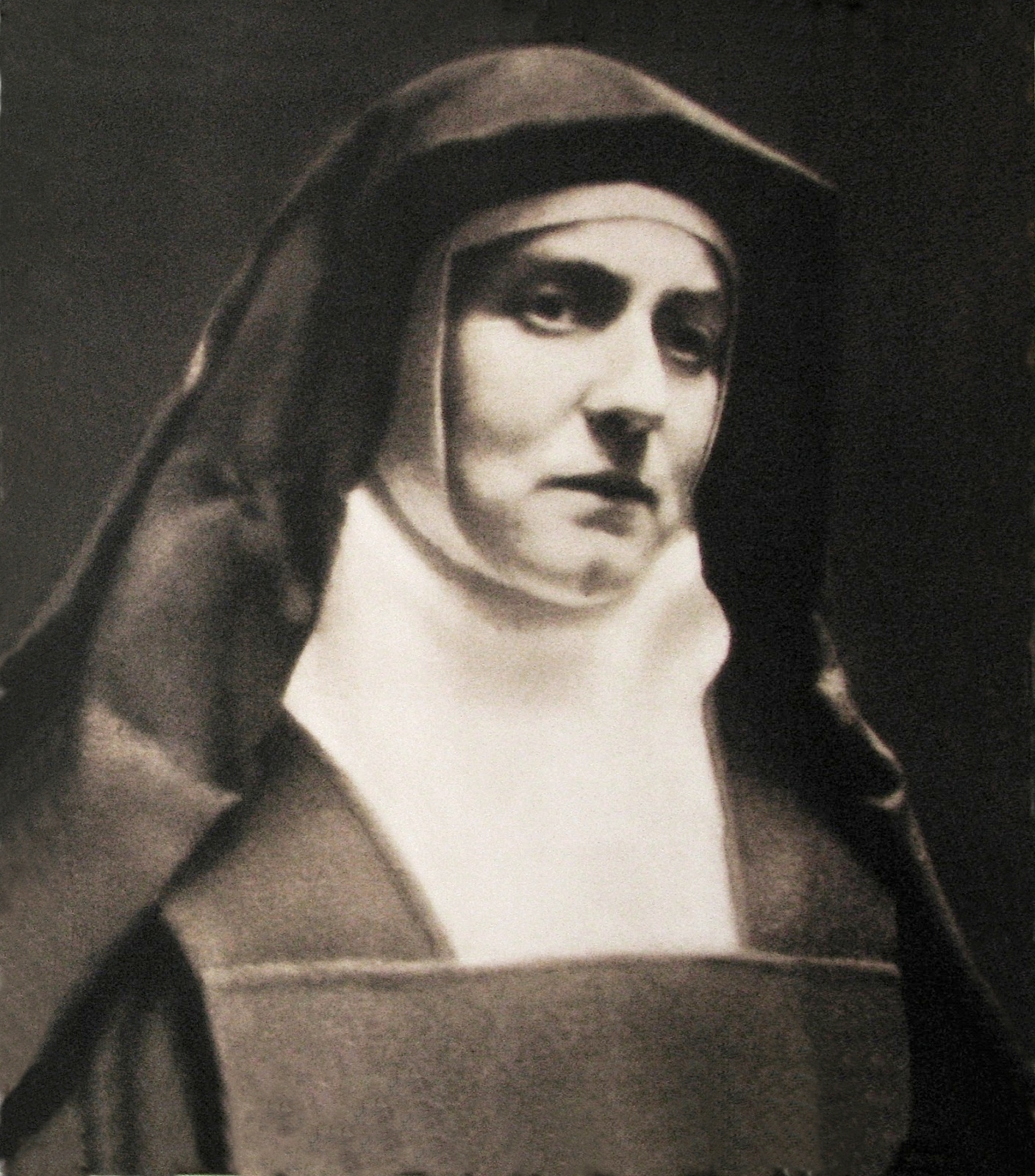
Santa Teresa Benedicta de la Cruz (Edith Stein) en el Carmelo de Colonia,
antes de viajar a Echt, Países Bajos,
c. diciembre de 1938 o 1939.

Celebración del día: Santa Teresa Benedicta de la Cruz o Santa Edith Stein (religiosa y mártir).(imagen ilustrativa).
De nombre religioso Teresa Benedicta de la Cruz, en latín: Teresia Benedicta a Cruce, en alemán: Teresia Benedicta vom Kreuz (Breslavia, 12 de octubre de 1891-Auschwitz, 9 de agosto de 1942), fue una filósofa, mística, religiosa carmelita descalza, mártir y santa alemana de origen judío.
- San Fedlimino de Kilmore (obispo).[19]
- San Nateo de Achad.[19]
- San Osvaldo de Maserfield.[19]
- Santa Cándida María de Jesús.[19]
- Beato Claudio Richard.[19]
- Beato Falco de Palena.[19]
- Beato Florentino Asensio Barroso (obispo y mártir).[19]
- Beato Germán Garrigues Hernández.[19]
- Beato Guillermo Plaza Hernández.[19]
- Beato Juan de Fermo.[19]
- Beato Juan de Salerno.[19]
- Beato Ricardo Bere y compañeros.[19]
- Beato Rubén de Jesús López Aguilar y compañeros.[19]